# Maximilian Fretter-Pico
Maximilian Fretter-Pico (6. února 1892 Karlsruhe – 4. dubna 1984 Kreuth u Bad Wiessee v jižním Německu) byl generál dělostřelectva německého Wehrmachtu.

## Život

### První světová válka
Do německé císařské armády vstoupil v lednu 1911. V první světové válce sloužil jako nižší důstojník u pěchoty.

### Období mezi válkami
Po válce zůstal v Reichswehru, kde zastával nižší velitelské funkce. V třicátých letech působil ve vyšších štábech a v ústředních vojenských institucích, v roce 1938 byl na krátký čas jako poradce u turecké armády.

### Druhá světová válka
V listopadu 1938 se stal náčelníkem štábu Sárského pohraničního velitelství, které se v polovině září přeměnilo na XXIV. armádní sbor, zde zůstal ve stejné funkci až do dubna 1941, kdy přešel do zálohy OKH, ale ještě ten měsíc dostal na starost velení 97. lehké divizi. S touto divizí se účastnil Operace Barbarossa.
27. prosince 1941 převzal velení nad XXX. armádním sborem pod velením Mansteinovy 11. armády na Krymu, kde se účastnil opakovaného dobytí Kerče a později i Sevastopolu.
Od konce roku 1942, spadal jeho sbor pod Hollidtovu armádní skupinu, později přejmenovanou na novou 6. armádu. Zde se účastnil zimních ústupových bojů roku 1942 a od poloviny roku 1943 obranných bojů u Dněpru a následně bojů na západní Ukrajině. Sám se pak stal v červenci 1944 velitelem 6. armády a od srpna téhož roku velel zároveň Armádní skupině Fretter-Pico (6. armáda, 2. maďarská armáda a později i 3. maďarská armáda) při obraně Maďarska. Koncem roku 1944 byl odvolán do velitelské zálohy hlavního stanu. Ve druhé polovině března 1945 byl jako soudní poradce při říšském válečném soudu u případu Waltera Friese ve městě Torgau. Ještě 30. března 1945 se stal na 23 dnů velitelem IX. armádního sboru, 22. dubna byl zajat Američany. V roce 1947 byl propuštěn ze zajetí a uchýlil se do ústraní v Bavorsku.

## Rodina
Jeho bratr byl o rok mladší Otto Fretter-Pico. Jeho manželka byla Gertrude Soltmann (1901–1993).

## Povýšení a vyznamenání

### Data povýšení
- Fahnenjunker-Unteroffizier - 27. leden 1911
- Fähnrich - 23. květen 1911
- Poručík - 27. leden 1912
- Nadporučík - 18. září 1915
- Kapitán - 18. říjen 1918
- Major - 1. duben 1932
- Podplukovník - 1. březen 1935
- Plukovník - 1. duben 1937
- Generálmajor - 1. březen 1941
- Generálporučík - 15. leden 1942
- Generál dělostřelectva - 1. červen 1942

### Vyznamenání
- Rytířský kříž (761. držitel) - 26. prosinec, 1941
- Dubové ratolesti k rytířskému kříži (368. držitel) - 16. leden, 1944
- Německý kříž ve zlatě - 19. září, 1942
- Železný kříž I. třídy - 23. prosinec, 1916
- Železný kříž II. třídy - 12. říjen, 1914
- Spona k železnému kříži II. třídy - 31. říjen, 1939
- Spona k železnému kříži I. třídy - 16. červen, 1940
- Odznak za zranění v černém (první světová válka)
- Hamburský Hanzovní kříž (první světová válka)
- Rytířšký kříž II. třídy velkovévodského bádenského řádu Zähringerského lva s meči
- Medaile za východní frontu - 1942
- Krymský štít[1] - 1942
- Kříž cti - 10. listopad, 1934
- Královský rumunský řád Michaela Vítěze III. třídy - 6. říjen, 1942
- |  |  |  Služební vyznamenání Wehrmachtu od IV. do I. třídy
- Zmíněn ve Wehrmachtbericht - 30. říjen, 1944